# Hymenochaonia floridensis
Hymenochaonia floridensis är en stekelart som beskrevs av Elbert Halvor Ahlstrom 2005. Hymenochaonia floridensis ingår i släktet Hymenochaonia och familjen bracksteklar. Inga underarter finns listade i Catalogue of Life.